# Holme Bjerge
Holme Bjerge er et stort bakkedrag lidt syd for den aarhusianske bydel Holme med en storslået  udsigt over Aarhus by og havn, og sydpå over ådalen langs Giber Å og skovene omkring Moesgård og ud over Aarhus Bugt, hvor man kan se både Helgenæs, Samsø og Tunø. De højeste punkter er Jelshøj (123 moh.), Myreknold (118 moh.) og Tulshøj (112 moh.) Både Jelshøj, som er  Aarhusegnens højeste punkt, og Tulshøj har begge en bronzealder-gravhøj på toppen.
Det er en cirka 2 km lang bakkeryg, der er den vestlige del af en randmoræne, dannet ved et sent isfremstød for ca. 10.000 år siden, der fortsætter over Skåde Bakker til kysten i Marselisborgskovene.
Et areal på 124 ha i Holme Bjerge blev fredet i 1967 efter en sag rejst af den daværende Holme-Tranbjerg Kommune. Formålet er at bevare arealet i sin nuværende tilstand. Ved driften skal der vises hensyn til bevaring af både landskabelige og naturvidenskabelige værdier.

## Eksterne kilder og henvisninger
- Wikimedia Commons har flere filer relateret til Holme Bjerge
- Danmarks Naturfredningsforening om fredningen

56°5′51″N 10°10′52″Ø / 56.09750°N 10.18111°Ø